# Juraj IV. Frankapan
Juraj IV. Frankapan Tržački (Bosiljevo, oko 1620. – Karlovac, 13. veljače 1661.), hrvatski grof i podgeneral Hrvatske i Primorske krajine iz velikaške obitelji Frankapan. Bio je sin grofa Vuka II. Krste i grofice Uršule Inhofer.
Nakon smrti strica Nikole IX. 1647. godine, naslijedio je njegove posjede, zajedno s bratom Gašparom II. Godine 1652. imenovan je podgeneralom Hrvatske i Primorske krajine te žumberačkim kapetanom. Pobijedio je veću osmansku vojsku pod Turnjem 1656. godine.
Odustao je od protivljenja naseljavanju izbjeglica na frankopanske posjede zbog njihova podređivanja krajiškim zapovjednicima te je sam naselio oko dvadset obitelji oko Otočca 1658. godine.

## Vanjske poveznice
- Juraj IV. Frankapan Hrvatska enciklopedija
- Juraj IV. Frankapan Tržački Hrvatski biografski leksikon